# IC 3291
IC 3291 је елиптична галаксија у сазвјежђу Дјевица која се налази на листи објеката дубоког неба у Индекс каталогу.
Деклинација објекта је + 12° 1' 9" а ректасцензија 12h 24m 48,3s. Привидна величина (магнитуда) објекта IC 3291 износи 15,5 а фотографска магнитуда 16,5. IC 3291 је још познат и под ознакама NPM1G +12.0316, PGC 165140.